# Gustavo Carlos Otero
Gustavo Carlos Otero de la Peña (La Paz, Bolivia; 1892 - La Paz, 1962) fue un destacado periodista, político y directivo deportivo paceño de la primera mitad del siglo XX. 
Nació y radicó en la ciudad de La Paz donde fue parte de toda clase de emprendimientos socioculturales y políticos. Se dedicó principalmente al periodismo, incorporándose muy joven como asistente en el periódico 'El Diario'. Fundó las revistas 'El Fígaro' y El Hombre Libre', publicaciones de clara orientación liberal. Sin embargo, la mayor parte de su carrera estuvo vinculada al periódico 'La Razón', uno de los principales diarios de Bolivia, llegando a ser su director entre 1921 y 1932. 
Trabajó como funcionario de la Municipalidad de la ciudad de La Paz llegando a ser Alcalde cuyas obras principales fueron la culminación de la Catedral Metropolitana de Nuestra Señora de La Paz en 1932, la carretera La Paz El Alto, el comienzo de la construcción del moderno 'Club La Paz' en 1939 y que concluyó en 1943, la construcción de la Avenida Mariscal Santa Cruz y el camino entre los barrios de Obrajes y Calacoto.
Como estadista ostentó cargos para diferentes gobiernos como el de Ministro de Obras Públicas en 1934 durante el gobierno de Daniel Salamanca, Ministro de Economía en 1940 durante la presidencia de Enrique Peñaranda y Ministro de Defensa en 1948 durante la presidencia de Enrique Hertzog.

## Presidente del Club The Strongest
Aun con tan apretada agenda, no dejó de lado su faceta de amante del deporte, siendo un activo dirigente deportivo. 
Presidió el Club The Strongest en los trascendentales años de la postguerra después de la conflagración del Chaco entre 1936 y 1948, logrando que el Club siguiera siendo el más importante de La Paz y de Bolivia. Durante su gestión el primer equipo de fútbol obtuvo los campeonatos de 1938 de forma invicta, el de 1943 y el de 1945, así como los subCampeonatos de 1940. 1942 y 1944. También durante su gestión, The Strongest representó a La Paz en el primer torneo nacional de Clubes organizado por la Asociación de Fútbol de Oruro en 1945. 
Fue además gran impulsor de otras disciplinas deportivas como el tenis, el baloncesto, la natación, pelota vasca o k'ajcha y el ajedrez, disciplinas en las que el Club The Strongest obtuvo varios lauros tanto en su rama masculina como femenina.
Durante su gestión el Club vio ampliado su patrimonio al obtener de parte del Gobierno de la República en 1937 los terrenos donde se halla hoy la 'Escuela de Fútbol Cañada Strongest' que fue inaugurada el 11 de abril de 1938. Por otra parte él personalmente cedió un terreno propiedad de su familia en la zona de Tembladerani donde se comenzaron las obras de construcción de un Estadio propio, esta cancha fue entregada el 8 de abril de 1945, pero poco después un corrimiento de tierras destruyó toda la construcción, por lo que se tuvieron que buscar nuevos predios.
Murió en 1962 a la edad de 70 años.
| Predecesor: Víctor Zalles Guerra | Presidente de The Strongest 1936-1948 | Sucesor: José Luis de Aranguren |